# Средьпогост
Средьпогост — деревня в Плесецком районе Архангельской области России, относится к Тарасовскому сельскому поселению.
Название происходит от расположения деревни — между двумя селами, в которых находились церковные ансамбли-погосты. На картах до 1917 года название деревни пишется Средь-Погост.

## История
В первые деревня упоминается в 1556 году в Сотных Каргопольского уезда. С XVIII по XX век в деревне находилась одноглавая часовня во имя Богородицы, на месте которой установлен поклонный крест. До середины XIX века рядом располагалась деревня Лябуевская.
В годы Гражданской войны и интервенции деревня поддерживала белогвардейские власти. Из этой деревни велись артиллерийские обстрелы села Церковное. В 1919 году в ходе наступления белоинтервентов в деревне состоялся кровопролитный бой, длившийся 2 дня.
Во время репрессий, с 1931 по 1942 год в Средь-Погосте действовал лагерь Онеглага.

## Природа
Возле деревни протекает ручей Хима, с поверхости которого во время весеннего половодья местные жители добывают серу, которую используют в лечебных целях. В окрестных лесах обитают лоси.

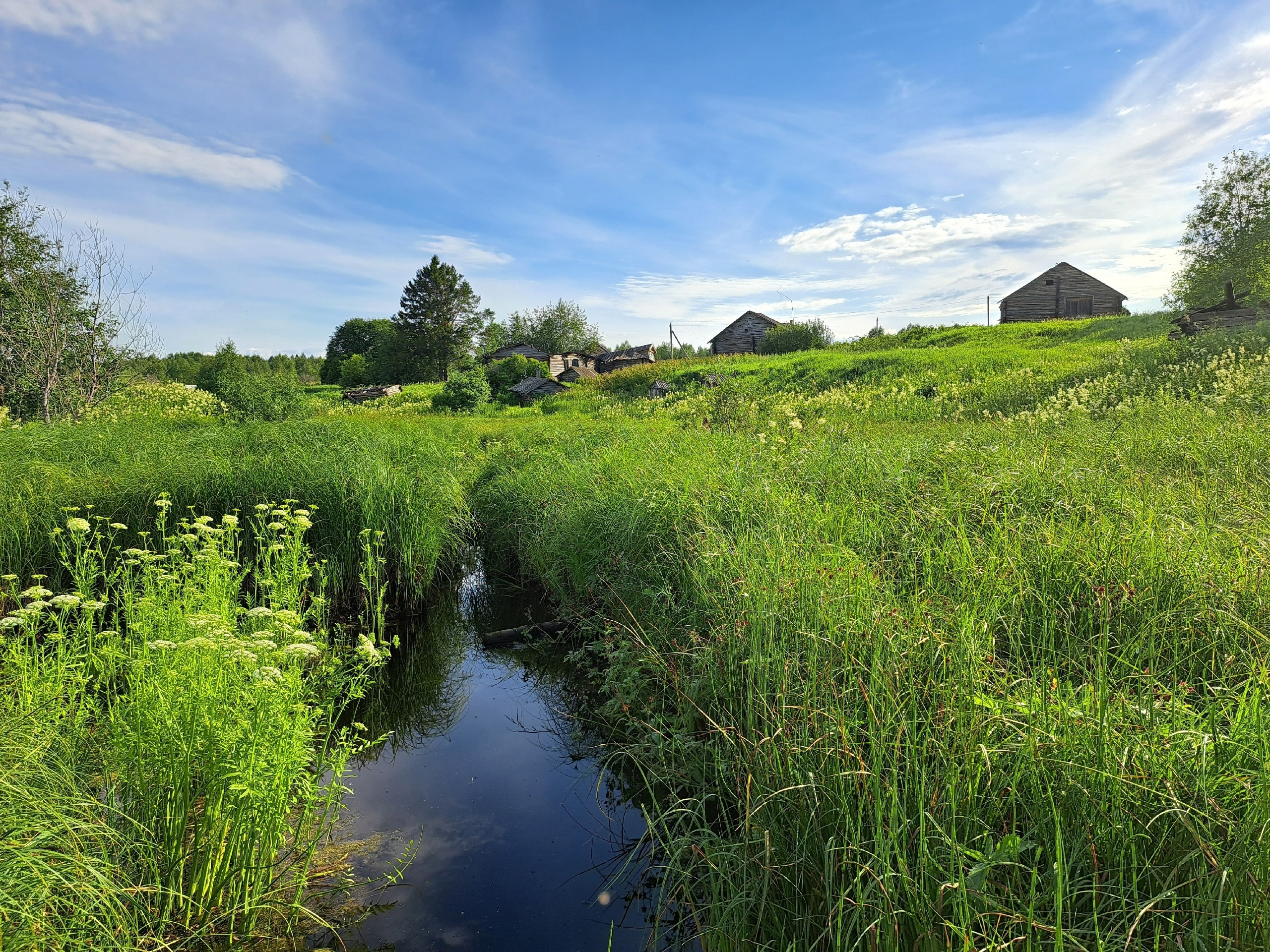
Река Хима на территории деревни Средьпогост